# Чен Мін
Чен Мін  (кит.: 程 明, 11 лютого 1986) — китайська лучниця, олімпійська медалістка.

## Виступи на Олімпіадах
| Олімпіада   | Дисципліна | Місце |
| ----------- | ---------- | ----- |
| Лондон 2012 | особисті   | =9    |
| Лондон 2012 | командні   | 2     |